# Wirrbachtalbrücke
Die Wirrbachtalbrücke ist eine 235 m lange Bogenbrücke der Bundesstraße 88 (Ohrdruf–Ilmenau) bei Geschwenda im Thüringer Wald.
Das Bauwerk entstand im Rahmen der neuen Ortsumfahrung von Geschwenda, welche auch Zubringer zur Anschlussstelle Gräfenroda der A 71 ist. Die Brücke überspannt in einer maximalen Höhe von 40 m das Wirrbach- bzw. Hanftal mit dem Wirrbach und der Angelrodaer Straße von Geschwenda nach Angelroda.
Die Bundesstraße weist im Brückengrundriss einen Kreisbogen mit einem Radius von 540 m auf und hat ein durchschnittliches Längsgefälle in Fahrtrichtung Ilmenau von 3 % bei einer Querneigung von 6 %.
Gebaut wurde die Überführung in den Jahren 2001 und 2002 bei Kosten von ungefähr 3,5 Millionen Euro.

## Gründung und Unterbauten

### Gründung
Die Widerlager haben eine Flachgründung auf Dammschüttungen, die Pfeiler auf dem anstehenden Festgestein. Unter den Kämpferfundamenten sowie bei einem Pfeilerfundament wurden außerdem aufgrund einer starken Felsklüftung Verpresspfähle eingebaut.

### Pfeiler
Die Stahlbetonpfeiler auf dem Bogen sind Rundstützen mit
80 cm Durchmesser. Die restlichen Pfeiler sind als 5,6 m breite und 60 cm dicke Scheiben ausgebildet, über dem Kämpferfundament sind es 80 cm. Die inneren Pfeilerscheiben sind mit dem Überbau monolithisch verbunden, die beiden äußeren sowie die Stützen auf dem Bogen besitzen Betongelenke.

### Bogen
Der Stahlbetonbogen in Brückenmitte hat die Form einer Parabel und weist eine Spannweite von 100 m sowie einen Bogenstich von 25,3 m auf. An den Kämpfern hat der dort eingespannte Bogen eine Konstruktionshöhe von 1,3 m, im Scheitel, wo der Bogen mit dem Überbau verschmilzt, sind es 0,9 m. Die Bogenbreite beträgt am Kämpfer 9,0 m und im Scheitel 5,6 m.

## Überbau
Der Überbau ist ein Spannbetonplattenbalken mit zwei Stegen. Die Fahrbahnplatte ist 11,5 m breit und zwischen 25 cm und 45 cm dick. Die Balken haben eine konstante Konstruktionshöhe von 1,4 m und eine untere Stegbreite von 1,6 m. Die Stützweiten des 13-feldrigen Überbaus betragen 20,0 m + 2 × 24,0 m + (3 × 14,0 m + 4 × 14,5 m = 100 m) + 2 × 24,0 m + 19,0 m. Der Überbau ist in Brückenmitte mit dem Bogen auf eine Länge von 14,5 m monolithisch verbunden. In Längsrichtung ist dies auch der Bewegungsruhepunkt. Die Brücke ist eine monolithische Konstruktion, Lager sind nur an den Widerlagern vorhanden.

## Ausführung
Die Herstellung des Bogens erfolgte auf durch Fachwerktürme gestützten Lehrgerüsten. Der Überbau wurde mit einer Vorschubrüstung betoniert.